# جبرائيل يافث
جبرائيل يافث هو من أصل لبناني يعتبر أول طيار عربي في المهاجر الأميركية، ولد في بلدة ضهور الشوير. تلقى دراسته الثانوية في الجامعة الأميركية في بيروت ثم هاجر إلى ساو باولو بالبرازيل عام 1919 م. والتحق هناك بمدرسة الطيران، ثم امتلك طائرة كان يقودها في رحلاته الجوية. اشترك عام 1930 مع قائد الجو البرازيلي في اقتناء طائرتين وافتتح مدرسة لتعليم الطيران. كان أحد مؤسسي شركة Vasp للنقليات الجوية في مختلف أنحاء البرازيل. وانتخب عام 1932 رئيساً لنادي الطيران البرازيلي.